# Monte Nero (Picentini)
Il Monte Nero è un rilievo montuoso situato nel comune di Campagna, nel Parco regionale Monti Picentini fa parte dei monti Picentini ed è alto 1.142 m s.l.m.

## Descrizione
Rilievo calcareo-dolomitico, è delimitato a ovest dal bacino idrogeografici del fiume Trigento e ad est dal monte Magnone. Sulla cima presenta un vasto altopiano denominato Piano di Montenero 
In una cavita naturale sul versante occidentale, è presente l'Eremo di San Michele di Montenero. 
Il monte si presenta coperto da boschi di querce, castagni, cerri e tassi, tranne nell'altopiano ove sono presenti numerose radure.

## Sentieri
- La cima è raggiungibile attraverso due percorsi. Uno parte dal comune di Oliveto Citra e un altro nei pressi di Puglietta.